# FA Cup 2013-2014 (secondo turno preliminare)
Nell'edizione della FA Cup del 2013-2014, nel secondo turno preliminare partecipano le squadre qualificate dal primo turno preliminare (41 del 7º livello, 50 dell'8º livello, 21 del 9º livello e 3 del 10º livello) e le 44 nuove entranti facenti parte dell'6º livello della Piramide del calcio inglese. Il passaggio del turno viene premiato con £4.500 come pubblicato ufficialmente nel sito della FA
| n° incontro | data       | squadra in casa (livello)                        | squadra fuori (livello)    | risultato | note | stadio                                    | spettatori |
| ----------- | ---------- | ------------------------------------------------ | -------------------------- | --------- | ---- | ----------------------------------------- | ---------- |
| 1           | 28/09/2013 | Runcorn Linnets (9)                              | Cammell Laird (8)          | 1 - 0     |      | Millbank Linnets Stadium                  | -          |
| 2           | 28/09/2013 | Guiseley AFC (6)                                 | Bradford Park Avenue (6)   | 1 - 2     |      | Nethermoor Park                           | -          |
| 3           | 28/09/2013 | Frickley Athletic (7)                            | Marske United (9)          | 1 - 3     |      | Westfield Lane                            | -          |
| 4           | 28/09/2013 | Scarborough Athletic (8)                         | Penrith (9)                | 1 - 1     |      | Queensgate (shared with Bridlington Town) | -          |
| 5           | 28/09/2013 | Jarrow Roofing Boldon Community Association (10) | Guisborough Town (9)       | -         |      | Boldon C.A. Sports Ground                 | -          |
| 6           | 28/09/2013 | Curzon Ashton (8)                                | Lancaster City (8)         | -         |      | Tameside Stadium                          | -          |
| 7           | 28/09/2013 | Workington AFC (6)                               | Burscough (8)              | 2 - 1     |      | Borough Park                              | -          |
| 8           | 28/09/2013 | Stockport County (6)                             | Brighouse Town (9)         | 1 - 0     |      | Edgeley Park                              | -          |
| 9           | 28/09/2013 | Ossett Town (8)                                  | Warrington Town (8)        | -         |      | Ingfield                                  | -          |
| 10          | 28/09/2013 | AFC Fylde (7)                                    | Ashton United (7)          | 0 - 1     |      | Kellamergh Park                           | -          |
| 11          | 28/09/2013 | Colwyn Bay (6)                                   | Harrogate Town (6)         | 1 - 0     |      | Llanelian Road                            | -          |
| 12          | 28/09/2013 | Vauxhall Motors (6)                              | Chorley (7)                | 4 - 0     |      | Rivacre Park                              | -          |
| 13          | 28/09/2013 | Trafford (7)                                     | Altrincham (6)             | 2 - 1     |      | Shawe View                                | -          |
| 14          | 28/09/2013 | Stalybridge Celtic (6)                           | Worksop Town (7)           | 3 - 5     |      | Bower Fold                                | -          |
| 15          | 28/09/2013 | Buxton (7)                                       | North Ferriby United (6)   | 1 - 4     |      | The Silverlands                           | -          |
| 16          | 28/09/2013 | West Auckland Town (9)                           | Skelmersdale United (7)    | 5 - 0     |      | Darlington Road                           | -          |
| 17          | 28/09/2013 | Barrow AFC (6)                                   | Ramsbottom United (8)      | 3 - 0     |      | Holker Street                             | -          |
| 18          | 28/09/2013 | AFC Telford United (6)                           | Hednesford Town (6)        | 1 - 3     |      | New Bucks Head                            | -          |
| 19          | 28/09/2013 | Solihull Moors (6)                               | Leamington (6)             | -         |      | Damson Park                               | -          |
| 20          | 28/09/2013 | Atherstone Town (10)                             | Coalville Town (8)         | 1 - 0     |      | The Snake Pit                             | -          |
| 21          | 28/09/2013 | Stamford (7)                                     | AFC Wulfrunians (9)        | 4 - 1     |      | Kettering Road                            | -          |
| 22          | 28/09/2013 | Stourbridge (7)                                  | Sutton Coldfield Town (8)  | 3 - 2     |      | War Memorial Athletic Ground              | -          |
| 23          | 28/09/2013 | Brackley Town (6)                                | Gresley (8)                | -         |      | St James Park                             | -          |
| 24          | 28/09/2013 | Gainsborough Trinity (6)                         | Rushall Olympic (7)        | 2 - 0     |      | The Northolme                             | -          |
| 25          | 28/09/2013 | Mickleover Sports (8)                            | Corby Town (7)             | -         |      | Raygar Stadium                            | -          |
| 26          | 28/09/2013 | Worcester City (6)                               | Coventry Sphinx (9)        | 4 - 0     |      | St George's Lane                          | -          |
| 27          | 28/09/2013 | Belper Town (8)                                  | Daventry Town (8)          | 1 - 3     |      | Christschurch Meadow                      | -          |
| 28          | 28/09/2013 | Stafford Rangers (7)                             | Boston United (6)          | 0 - 4     |      | Marston Road                              | -          |
| 29          | 28/09/2013 | Blaby & Whetstone Athletic (10)                  | Rugby Town (8)             | 0 - 6     |      | Warwick Road                              | -          |
| 30          | 28/09/2013 | Halesowen Town (8)                               | Tipton Town (9)            | 5 - 0     |      | The Grove                                 | -          |
| 31          | 28/09/2013 | Carlton Town (8)                                 | Matlock Town (7)           | 1 - 0     |      | Bill Stokeld Stadium                      | -          |
| 33          | 28/09/2013 | Spalding United (9)                              | AFC Hornchurch (7)         | 1 - 4     |      | Sir Halley Stewart Field                  | -          |
| 34          | 28/09/2013 | Concord Rangers (6)                              | St Ives Town (8)           | 4 - 3     |      | Thames Road                               | -          |
| 35          | 28/09/2013 | Royston Town (8)                                 | Histon (6)                 | 0 - 4     |      | Garden Walk                               | -          |
| 36          | 28/09/2013 | FC Clacton (9)                                   | North Greenford United (8) | -         |      | The Rush Green Bowl                       | -          |
| 37          | 28/09/2013 | Needham Market (8)                               | Dunstable Town (8)         | 3 - 1     |      | Bloomfields                               | -          |
| 38          | 28/09/2013 | St Albans City (7)                               | Billericay Town (7)        | 2 - 0     |      | Clarence Park                             | -          |
| 39          | 28/09/2013 | Hampton & Richmond Borough (7)                   | Bedford Town (7)           | 1 - 0     |      | Beveree Stadium                           | -          |
| 40          | 28/09/2013 | Arlesey Town (7)                                 | Thurrock (8)               | 1 - 0     |      | aRMadillo Stadium                         | -          |
| 41          | 28/09/2013 | AFC Rushden & Diamonds (9)                       | Cambridge City (7)         | 3 - 2     |      | Dog & Duck                                | -          |
| 42          | 28/09/2013 | Hemel Hempstead Town (7)                         | Witham Town (8)            | -         |      | Vauxhall Road                             | -          |
| 43          | 28/09/2013 | Barton Rovers (8)                                | Boreham Wood (6)           | -         |      | Sharpenhoe Road                           | -          |
| 44          | 28/09/2013 | Biggleswade Town (7)                             | Chelmsford City (6)        | 2 - 0     |      | Carlsberg Stadium                         | -          |
| 45          | 28/09/2013 | Harlow Town (8)                                  | Heybridge Swifts (8)       | 2 - 3     |      | Barrows Farm                              | -          |
| 46          | 28/09/2013 | Wealdstone (7)                                   | Haringey Borough (9)       | 4 - 1     |      | Grosvenor Vale                            | -          |
| 47          | 28/09/2013 | Hendon (7)                                       | Bishops Stortford (6)      | 0 - 5     |      | Vale Farm                                 | -          |
| 48          | 28/09/2013 | vinc 95 sospesa ()                               | AFC Sudbury (8)            | -         |      |                                           | -          |
| 49          | 28/09/2013 | Canvey Island (7)                                | St Neots Town (7)          | -         |      | Park Lane                                 | -          |
| 50          | 28/09/2013 | Whitehawk (6)                                    | Sutton United (6)          | 0 - 1     |      | The Enclosed Ground                       | -          |
| 51          | 28/09/2013 | Thamesmead Town (7)                              | Sittingbourne (8)          | 1 - 2     |      | Bayliss Avenue                            | -          |
| 52          | 28/09/2013 | Didcot Town (8)                                  | Burnham (7)                | 2 - 1     |      | NPower Loop Meadow Stadium                | -          |
| 53          | 28/09/2013 | Merstham (8)                                     | Maidstone United (7)       | 1 - 4     |      | Moatside                                  | -          |
| 54          | 28/09/2013 | Bromley (6)                                      | Burgess Hill Town (8)      | 1 - 0     |      | Courage Stadium                           | -          |
| 55          | 28/09/2013 | Horsham (8)                                      | Faversham Town (8)         | 2 - 0     |      | Gorings Mead                              | -          |
| 56          | 28/09/2013 | Ebbsfleet United (6)                             | Folkestone Invicta (8)     | 1 - 0     |      | Stonebridge Road                          | -          |
| 57          | 28/09/2013 | Guernsey (8)                                     | Dover Athletic (6)         | 2 - 3     |      | Footes Lane                               | -          |
| 58          | 28/09/2013 | Oxford City (6)                                  | Maidenhead United (6)      | 1 - 0     |      | Court Place Farm                          | -          |
| 59          | 28/09/2013 | Eastbourne Town (8)                              | Hartley Wintney (9)        | 1 - 5     |      | The Saffrons                              | -          |
| 60          | 28/09/2013 | Whyteleafe (9)                                   | Chatham Town (8)           | 1 - 2     |      | Church Road                               | -          |
| 61          | 28/09/2013 | Chertsey Town (8)                                | Chipstead (8)              | 1 - 2     |      | Alwyns Lane Football Ground               | -          |
| 62          | 28/09/2013 | Eastbourne Borough (6)                           | Farnborough (6)            | -         |      | Langney Sports Club                       | -          |
| 63          | 28/09/2013 | Margate (7)                                      | Dulwich Hamlet (7)         | 1 - 2     |      | Hartsdown Park                            | -          |
| 64          | 28/09/2013 | Binfield (9)                                     | Leatherhead (8)            | 1 - 2     |      | Stubb's Lane                              | -          |
| 65          | 28/09/2013 | Aylesbury United (8)                             | Staines Town (6)           | 0 - 3     |      | Bell Close                                | -          |
| 66          | 28/09/2013 | Hayes & Yeading Utd (6)                          | Tonbridge Angels (6)       | -         |      | Kingfield Stadium                         | -          |
| 67          | 28/09/2013 | Chalfont St Peter (8)                            | Lewes (7)                  | 0 - 1     |      | Mill Meadow                               | -          |
| 68          | 28/09/2013 | Dorchester Town (6)                              | Shortwood United (8)       | 0 - 1     |      | The Avenue Stadium                        | -          |
| 69          | 28/09/2013 | Hamworthy United (9)                             | Poole Town (7)             | 2 - 4     |      | The County Ground                         | -          |
| 70          | 28/09/2013 | Cirencester Town (8)                             | AFC Portchester (9)        | 2 - 0     |      | Corinium Stadium                          | -          |
| 71          | 28/09/2013 | Brislington (9)                                  | Truro City (7)             | 3 - 2     |      | Ironmould Lane                            | -          |
| 72          | 28/09/2013 | Bristol Manor Farm (9)                           | Bridgwater Town (8)        | -         |      | The Creek                                 | -          |
| 73          | 28/09/2013 | Gloucester City (6)                              | Havant & Waterlooville (6) | -         |      | Whaddon Road                              | -          |
| 74          | 28/09/2013 | Eastleigh (6)                                    | Mangotsfield United (8)    | 4 - 0     |      | Silverlake Stadium                        | -          |
| 75          | 28/09/2013 | Basingstoke Town (6)                             | Weston-Super-Mare (6)      | 1 - 3     |      | The Camrose                               | -          |
| 76          | 28/09/2013 | Yate Town (8)                                    | Bideford (7)               | 2 - 1     |      | Lodge Road                                | 264        |
| 77          | 28/09/2013 | Weymouth (7)                                     | Frome Town (7)             | -         |      | Bob Lucas Stadium                         | -          |
| 78          | 28/09/2013 | Clevedon Town (8)                                | Sholing (9)                | 2 - 0     |      | Hand Stadium                              | 86         |
| 79          | 28/09/2013 | Bath City (6)                                    | Gosport Borough (6)        | 2 - 0     |      | Twerton Park                              | 441        |
| 80          | 28/09/2013 | Bashley (7)                                      | Hungerford Town (7)        | 0 - 3     |      | The Recreation Ground                     | 177        |
| 32          | 29/09/2013 | Grays Athletic (7)                               | Tilbury (8)                | 3 - 0     |      | Rush Green Stadium                        | -          |

## Turni FA Cup 2013-2014
| Turno Extra Preliminare   |
| Turno Preliminare         |
| Primo turno Preliminare   |
| Secondo turno Preliminare |
| Terzo turno Preliminare   |
| Quarto turno Preliminare  |
| Primo turno               |
| Secondo turno             |
| Terzo turno               |
| Quarto turno              |
| Ottavi di Finale          |
| Quarti di Finale          |
| Semifinale                |
| La Finale                 |